# Kathleen Snavely
Kathleen Snavely, née Kathleen Hayes le 16 février 1902 à Feakle (Comté de Clare) et morte le 6 juillet 2015 à Syracuse (État de New York), est une supercentenaire américaine d'origine irlandaise.
Émigrée aux États-Unis en 1921, elle est devenue, le 10 janvier 2014, l'Irlandaise la plus âgée de tous les temps.
Elle s'est mariée deux fois (avec Roxie Rollins puis Jesse Snavely) et n'a pas eu d'enfants.